# CitySprinter
Der CitySprinter ist ein Hochflur-Stadtbahnfahrzeug, das von Siemens Verkehrstechnik in Zusammenarbeit mit den Kölner Verkehrs-Betrieben (KVB) entwickelt wurde. Das modulare Fahrzeugkonzept – verwandt mit dem Combino im Niederflur-Bereich – war als Ersatz für den Stadtbahnwagen B konzipiert, da man dort mit ersten Ausmusterungen rechnete.
Der erste Prototyp wurde am 11. Juni 1999 an die KVB übergeben und war ab dem folgenden Tag mit der Betriebsnummer 5001 im Fahrgastbetrieb.
Am 23. August 1999 kam es zu einer schwerwiegenden Fehlfunktion. Während der Fahrt fiel die elektronische Fahrzeugsteuerung aus. Wegen der Notbremsüberbrückung funktionierte auch die Notbremse im Fahrgastraum nicht, die ein Techniker gezogen hatte. Der Fahrer versuchte den Zug zu stoppen, betätigte aber nicht den Nothaltknopf, der durch die Federspeicherbremse den Zug noch gestoppt hätte. Schließlich prallte er mit rund 50 km/h auf einen stehenden Zug. Dabei wurden acht Personen, darunter der Fahrer des Zuges, schwer, zahlreiche andere leicht verletzt. Laut der Staatsanwaltschaft wurden die Ermittlungen auf den Fahrer ausgeweitet, da die Notbremsung funktioniert hätte, jedoch vom Fahrer nicht ausgelöst wurde.
Das Fahrzeug wurde an Siemens zurückgegeben, ein zweiter Prototyp wurde nicht mehr abgenommen. Die KVB beschaffte in der Folge 59 Bombardier Flexity Swift in einer Hochflurversion (K5000), die von den bereits in Köln verkehrenden Niederflur-Stadtbahnen K4000 abgeleitet wurden.